# Bibliothèque nationale de Roumanie
Pour les articles homonymes, voir BNR.
La Bibliothèque nationale de Roumanie (en roumain : Biblioteca Națională a României), en abrégé BNR, est la bibliothèque nationale de la Roumanie. Située à Bucarest, il s'agit de la plus grande bibliothèque du pays.
Elle est destinée à être le dépositaire de tout ce qui est publié en Roumanie. Elle compte ainsi plus de 9 millions d'unités bibliographiques encyclopédiques (publications roumaines et étrangères, manuscrits, archives historiques, photographies, cartes, documents audiovisuels, etc.).
Elle a été connue sous différents noms au fil des années, en fonction du régime politique en place depuis sa création en 1859. La construction de son siège actuel a fait l'objet de plusieurs controverses dans les années 2000.

## Histoire
Selon la plupart des historiens et chercheurs, la Bibliothèque nationale de Roumanie trouve son origine dans l'une des bibliothèques les plus anciennes et les plus représentatives de Roumanie : la bibliothèque du Collège Saint-Sava. Celle-ci ouvre ses collections au grand public en 1838, lorsqu'environ 1 000 livres français sont catalogués. Après l'union de la Moldavie et de la Valachie en 1859, elle reçoit le statut de bibliothèque nationale, connue sous les noms Bibliotecă Naţională (« Bibliothèque nationale ») et Bibliotecă Centrală (« Bibliothèque centrale »),.
En 1864, en vertu de la loi sur les règlements publics, elle prend le nom et le statut de Biblioteca Centrală a Statului (« Bibliothèque centrale d'État »), qu'elle conserve jusqu'en 1901, date à laquelle elle est fermée et ses collections sont transférées à la Bibliothèque de l'Académie roumaine, qui reçoit alors le statut de bibliothèque nationale. En 1955, les collections de livres sont transférées à la nouvellement créée Biblioteca Centrală de Stat (« Bibliothèque centrale d'État »), la principale bibliothèque publique de Roumanie et qui acquiert le statut de bibliothèque nationale conformément aux normes de l'Unesco,,.
Immédiatement après l'effondrement du communisme au début du mois de janvier 1990, la Bibliothèque centrale d'État obtient son nom actuel, la Biblioteca Națională a României (« Bibliothèque nationale de Roumanie »), conformément à la décision adoptée par le nouveau gouvernement. Après l'entrée de la Roumanie dans l'Union européenne, elle étend son champ d'actions, avec notamment des projets nationaux et internationaux tels que TELplus, Manuscriptorium et Rediscover,.

## Mission
La Bibliothèque nationale de Roumanie est une institution culturelle placée sous la tutelle du ministère roumain de la Culture. Elle a pour mission de « développer, d'organiser, de préserver, de rechercher, de rendre accessible et de mettre en valeur, sous de multiples formes, le patrimoine documentaire national afin de soutenir l'information, l'étude, la recherche et l'éducation ».

## Organisation

### Gouvernance
La gouvernance de la Bibliothèque nationale de Roumanie est assurée par un directeur — Adrian Cioroianu en 2023 —, un conseil d'administration et un conseil scientifique. Le personnel est réparti en 3 directions regroupant un certain nombre de services. Au 1er janvier 2023, 191 postes sont occupés sur les 259 postes existants.

### Sièges successifs

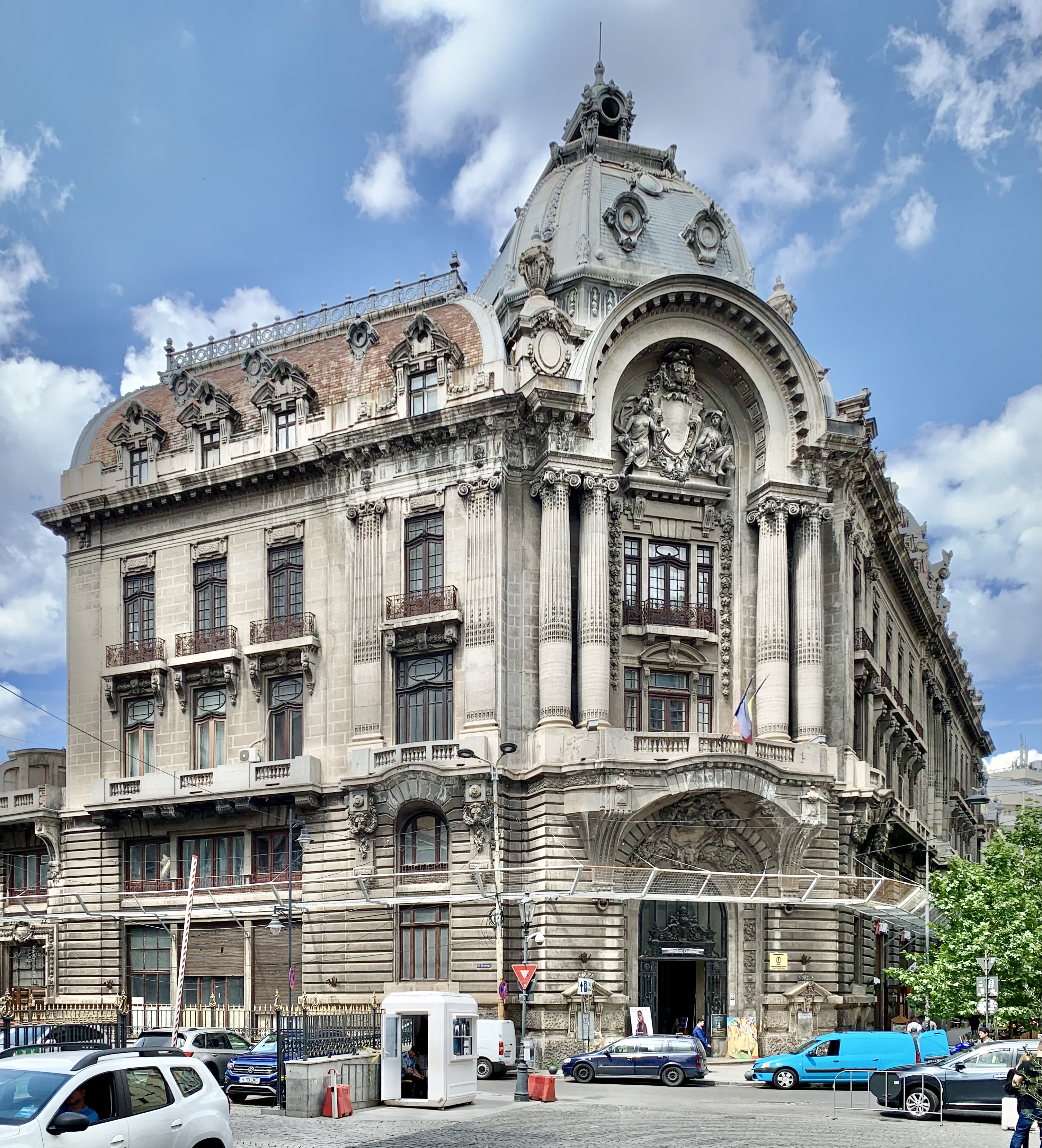
Le palais de la Bourse, premier siège de la Bibliotecii Centrale de Stat.

Le premier siège de la Bibliotecii Centrale de Stat (1955-1990) est le bâtiment du palais de la Bourse (ro), dans le vieux centre de Bucarest, près de la place de l'Université.

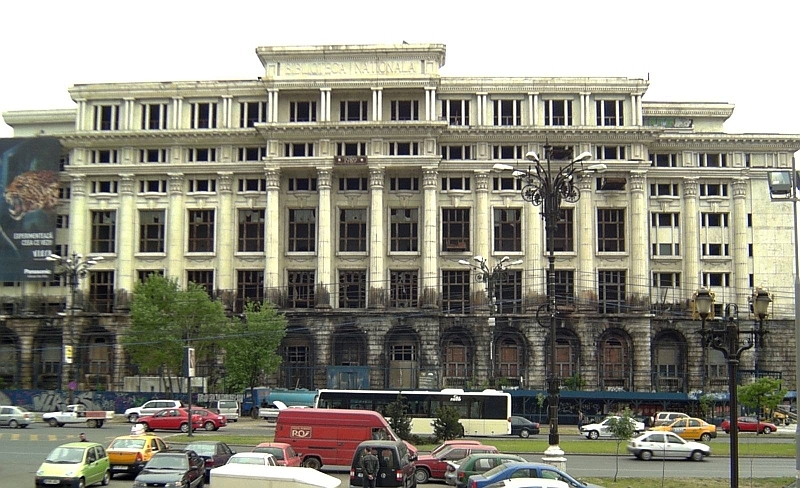
Le siège actuel de la Bibliothèque nationale de Roumanie en 2007, avant les travaux de rénovation.

La construction d'un plus grand siège commence en 1986 par l'architecte Cezar Lăzărescu, qui meurt en novembre 1986 avant la fin de la construction. En 1989, en raison de la révolution roumaine, la construction s'arrête brusquement. À cause d'un manque de financements, le bâtiment reste inachevé, abandonné et sujet aux vols de matériaux jusqu'en 2009 lorsque le projet est réassigné au ministère de la Culture,. Ce dernier lance alors un appel d'offres, remporté par l'entreprise Aedificia Carpați (ro), qui comprend la construction du bâtiment pour 69 millions de lei (hors TVA). La construction débute au printemps 2009 et se termine en 2011. La date d'ouverture est alors fixée pour 2012,. Le bâtiment est consacré par le Patriarche Daniel de l'Église orthodoxe roumaine le 22 avril 2012, puis inauguré le lendemain, le 23 avril 2012,. Le coût final de l'investissement s'élève à 106 millions d'euros.
L'utilisation du bâtiment n'a pas été fixée dès le début du projet. En 2002, il devait devenir le siège du gouvernement, mais cette proposition fut abandonnée. En 2006, le ministère de la Culture décide de transformer le bâtiment en centre culturel et en bibliothèque nationale. En mai 2010, le député Silviu Prigoană (en) soumet une proposition législative visant à transférer le Parlement roumain dans le bâtiment, mais sa proposition n'est pas adoptée.
La Bibliothèque nationale de Roumanie possède d'autres sièges, comme celui de Ionel I. C. Brătianu, monument historique situé au 5-7 rue Biserica Amzei, où se trouve une autre grande bibliothèque.

## Collections
Les collections de la Bibliothèque nationale de Roumanie comprennent environ 9 millions d'unités bibliographiques encyclopédiques, organisées en fonds courants — publications roumaines et étrangères (livres, journaux et magazines) — et en fonds de collections — livres rares, manuscrits, archives historiques, anciens périodiques humains, estampes, photographies, cartes, documents audiovisuels.